# Firehole (rivière)
La rivière Firehole est située dans le nord-ouest du Wyoming et est l'un des deux principaux affluents de la rivière Madison. Elle coule vers le nord sur environ 34 km depuis sa source à Madison Lake sur le Continental Divide pour rejoindre la rivière Gibbon dans le parc national de Yellowstone. Elle fait partie du système hydrologique du fleuve Missouri.

## Description
La rivière Firehole traverse plusieurs bassins de geysers importants dans le parc national de Yellowstone, notamment le bassin Upper Geyser, qui contient le geyser de renommée mondiale Old Faithful. La rivière a été nommée par les premiers trappeurs pour la vapeur qui donne l'impression qu'elle fume comme si elle était en feu .
Le Firehole coule sur trois des principales chutes d'eau de Yellowstone : Kepler Cascades au sud d'Old Faithful, Firehole Falls et les Cascades du Firehole dans Firehole Canyon .
La rivière est entourée d'éléments géothermiques qui y déversent de l'eau chaude. Un effet de l'apport de cette eau est d'augmenter la température de la rivière. Les températures dans la rivière ont été mesurées jusqu'à 30° C, et une moyenne de 5 à 10 °C plus élevée que les zones en amont de l'influence géothermique .
L'eau qui pénètre dans la rivière à partir des caractéristiques géothermiques contient des produits chimiques et des minéraux dissous. Les niveaux de bore et d'arsenic se sont avérés supérieurs aux limites standard pour la protection des organismes aquatiques. Malgré ces niveaux élevés, les truites fario et arc-en-ciel vivent et frayent dans la rivière .
La rivière contient une espèce envahissante, l'escargot de vase de Nouvelle-Zélande (Potamopyrgus antipodarum) .

### Affluents
Les affluents importants du Firehole sont la rivière Little Firehole, Fairy Creek, Iron Spring Creek, Sentinel Creek et Nez Perce Creek. Tous ces affluents apportent des eaux fraîches au Firehole et offrent un refuge aux truites dans le cours principal pendant les températures élevées du milieu de l'été causées par l'activité géothermique .

## Pêche à la ligne
La rivière Firehole est une destination célèbre et légendaire pour les pêcheurs à la mouche. Lorsqu'il a été découvert dans les années 1830 par des explorateurs américains, le Firehole était dépourvu de truites au-dessus de ce qu'on appelle maintenant Firehole Falls. L'omble de fontaine a été introduit pour la première fois dans le Firehole supérieur en 1889, tandis que la truite brune, la truite la plus abondante de la rivière aujourd'hui, a été stockée pour la première fois en 1890. La truite arc-en-ciel n'a été introduite qu'en 1923. Le corégone des montagnes est originaire du Firehole sous les chutes Firehole. À la fin du 19e siècle, la rivière et le parc national de Yellowstone en général était une destination populaire pour les pêcheurs. En 1955, tous les programmes d'ensemencement dans le parc ont été interrompus et les truites Firehole d'aujourd'hui sont des populations complètement sauvages. En 1968, en raison de la pression croissante sur les rivières Firehole, Gibbon et Madison, le National Park Service a désigné ces eaux comme pêche à la mouche uniquement .

## Galerie

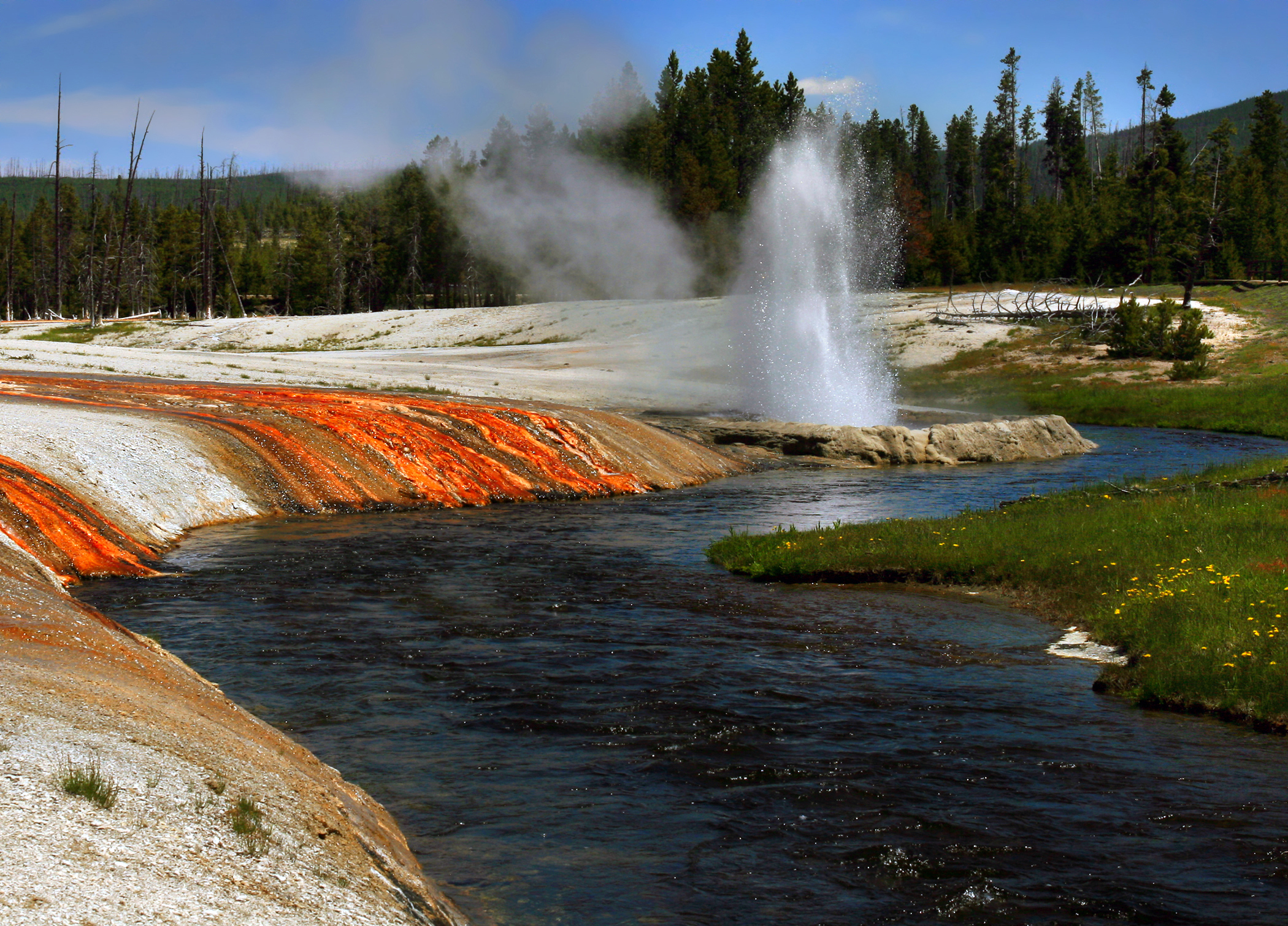
Dans l'Upper Geyser Basin.
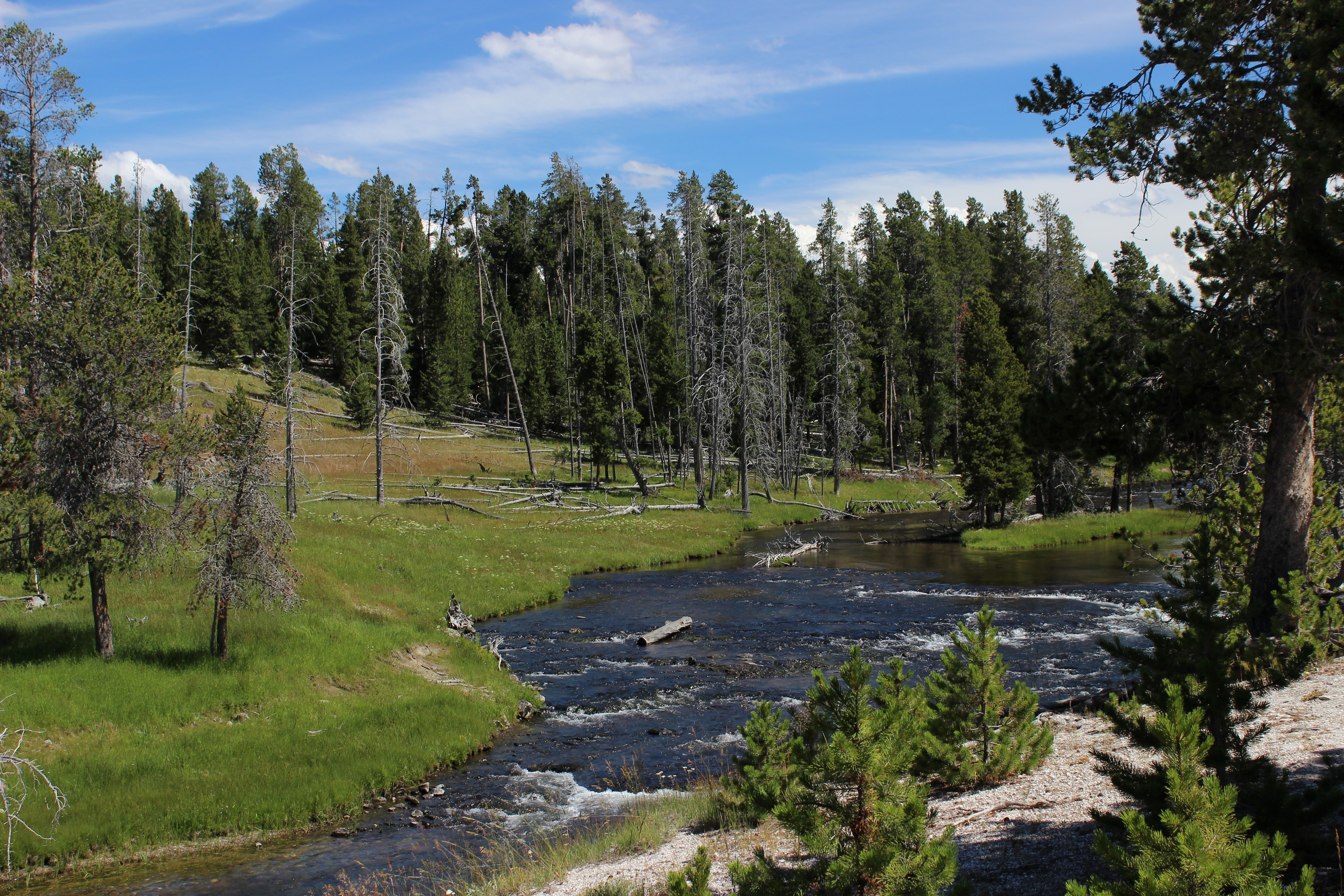
À proximité d'Old Faithful.
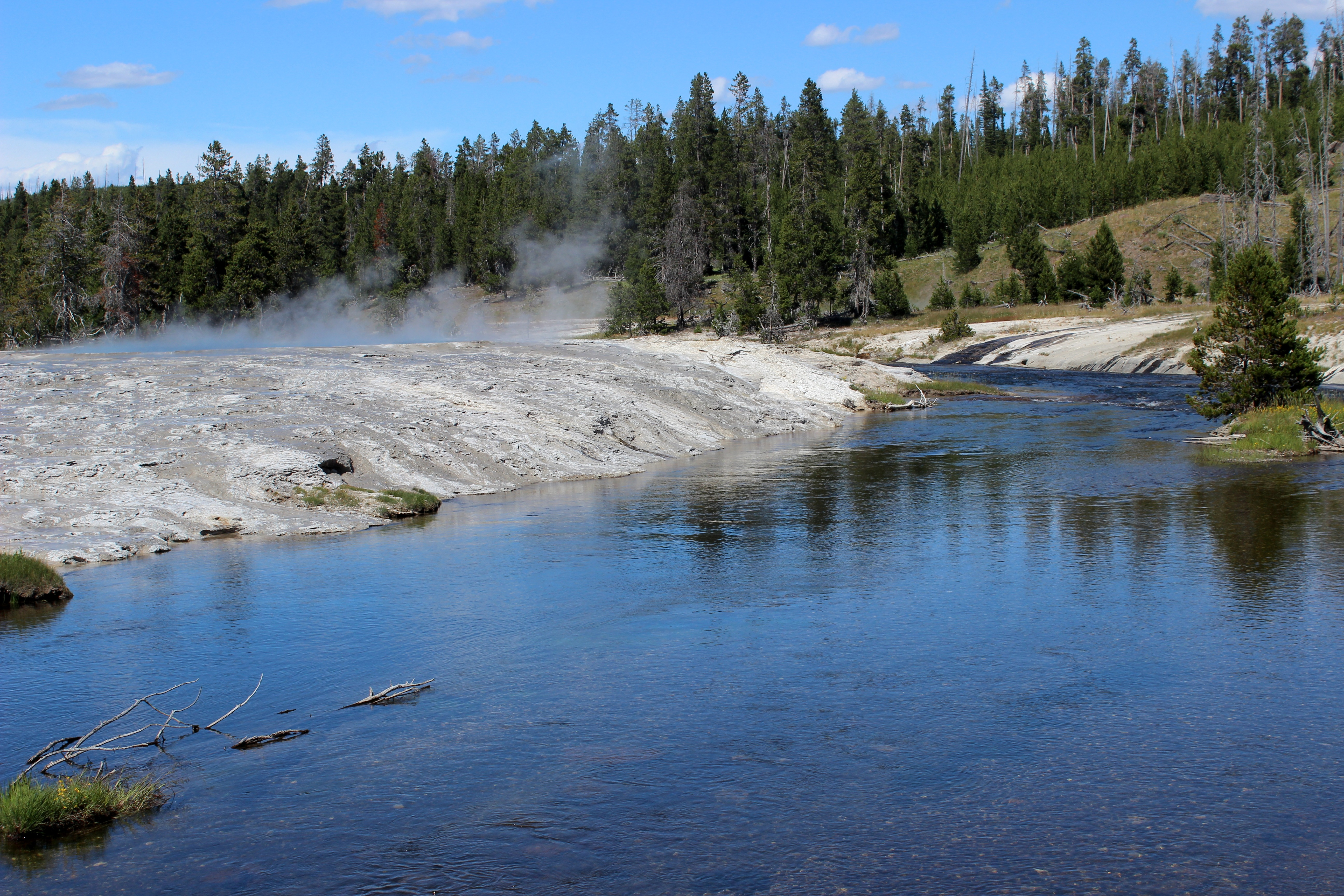
À proximité d'Old Faithful.
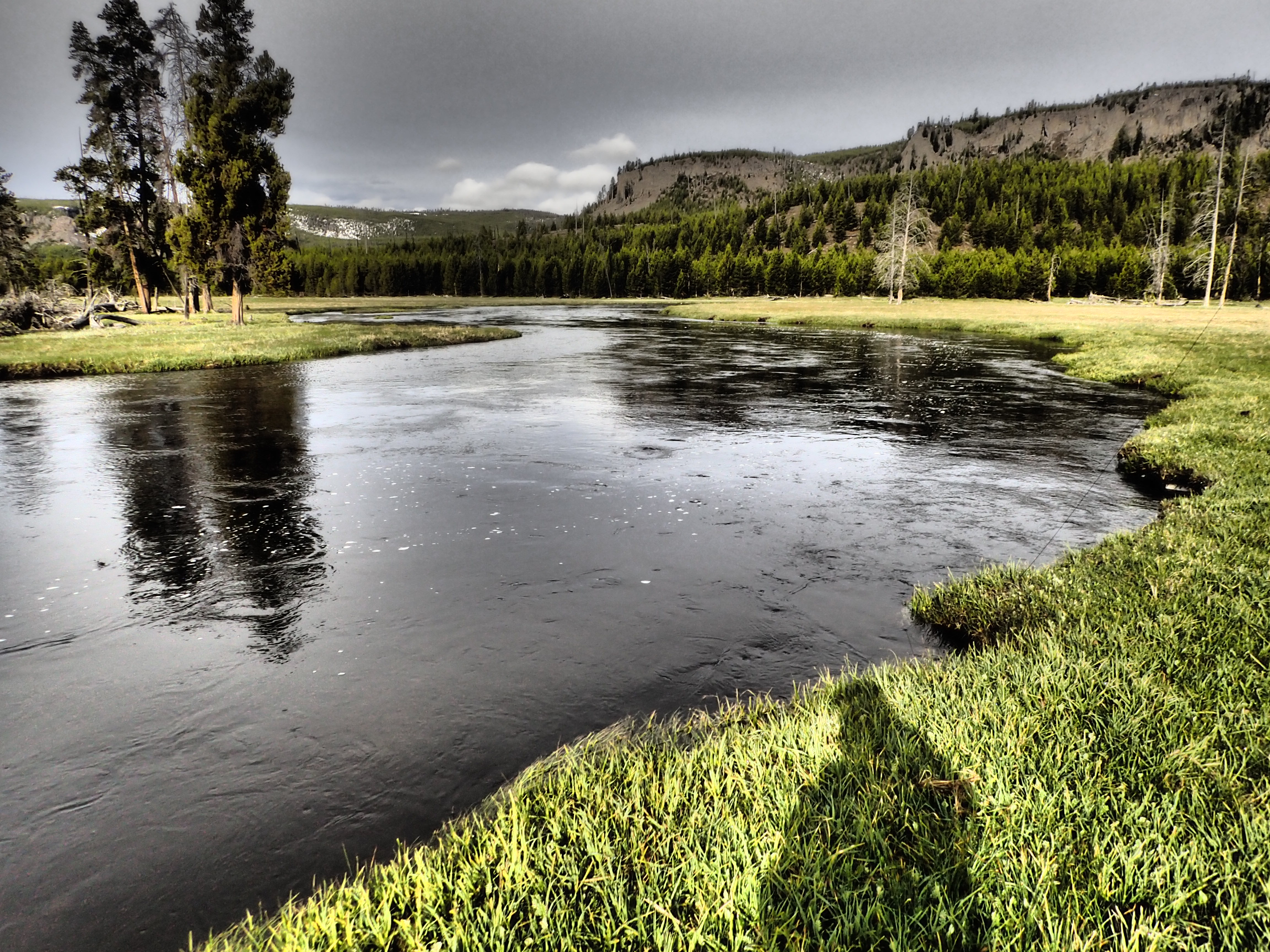
À proximité de Biscuit Basin Spring.
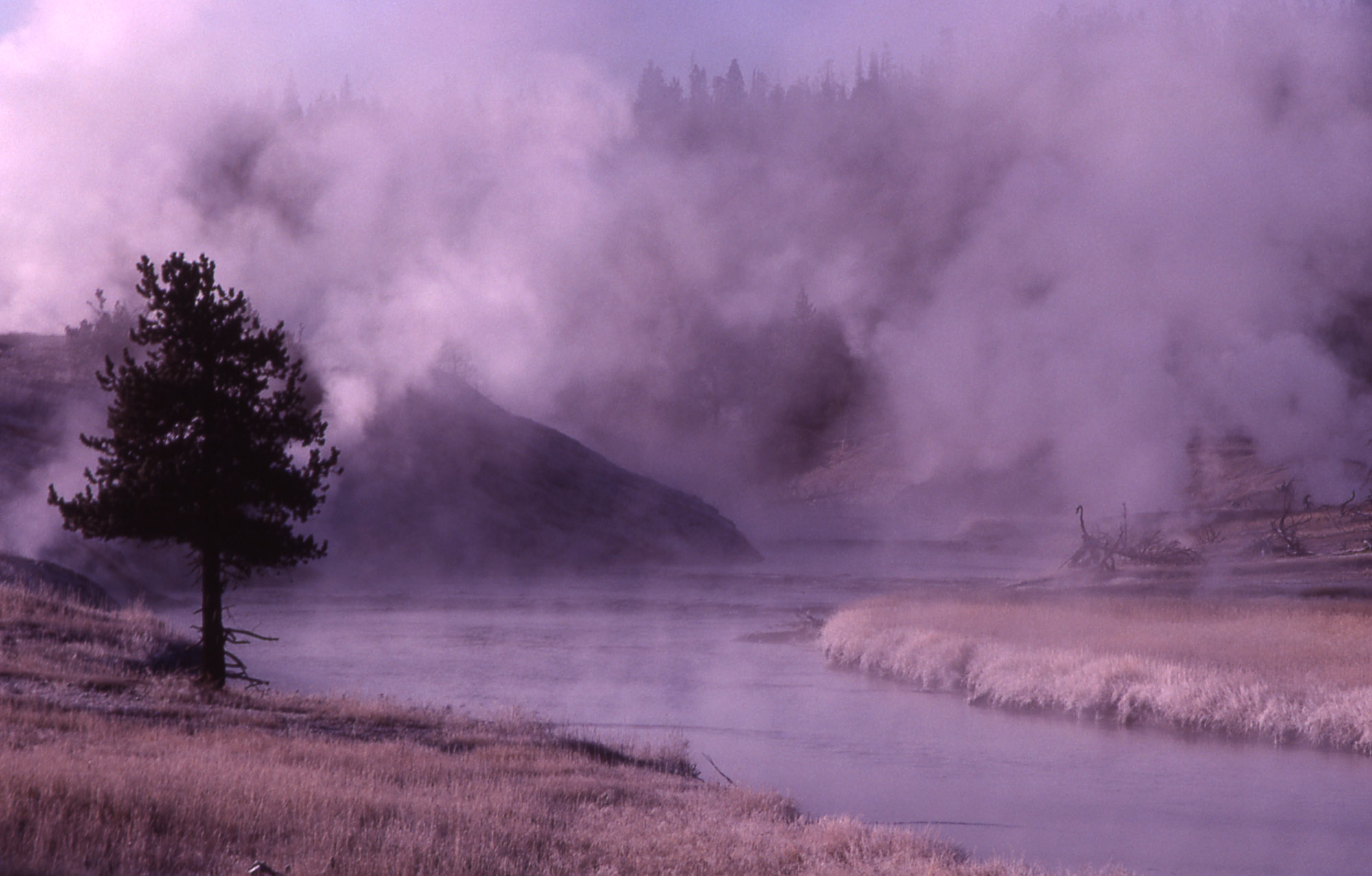
La Firehole fumante en hiver.